# 路易·布莱里奥
路易·夏尔·约瑟夫·布莱里奥（法語：Louis Charles Joseph Blériot，發音：[lwi ʃaʁl ʒozɛf bleʁjo]；1872年7月1日—1936年8月2日），法国发明家、飞机工程师、飞行家，以在1909年成功完成人类首次驾驶重于空气的飞行器飞越英吉利海峡著称。

## 早年经历

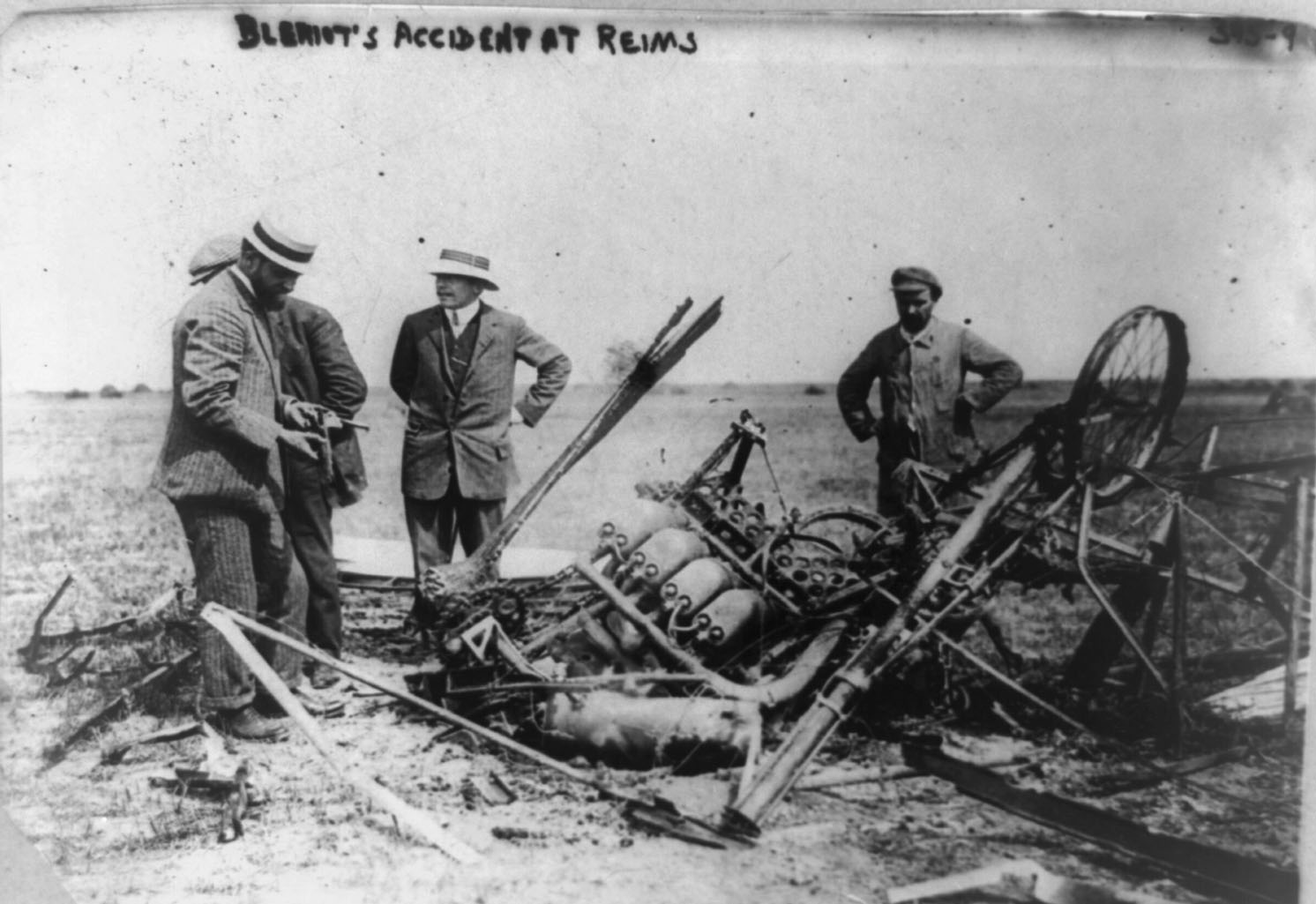
布莱里奥的飞机在1909年8月的兰斯航展上失事。

路易·布莱里奥出生于法国的康布雷，随后在巴黎中央理工学院（École Centrale Paris）学习工程学。强烈的飞行愿望促使他于1900年制造了一架扑翼式飞机（一种试图通过扇动机翼达到飞行目的的飞行器）。
布莱里奥与他的合作伙伴加布里埃尔·瓦赞（Gabriel Voisin）成立了布莱里奥-瓦赞公司，该公司活跃于1903年至1906年，期间他们设计开发了若干并不成功的飞机型号。

## 飞越英吉利海峡
1908年诺斯克里夫勋爵拿出1,000英镑通过伦敦每日邮报悬赏第一个驾驶飞机成功飞越英吉利海峡的人，但是此后一年多并无人尝试。在经过数年飞机驾驶技术的磨练后，路易·布莱里奥向这个奖项发起挑战。
1909年7月21日，布莱里奥带他当时研制的最新机型“布莱里奥11号”（Blériot XI）来到法国加莱附近的Les Barraques，并与在不久前挑战该奖项失败的休伯特·莱瑟姆都选定在7月25日那天起飞出发。1909年7月25日凌晨4点15分布莱里奥比莱瑟姆早早地起床了，在作了一次半小时的短距离飞行后正式踏上飞越英吉利海峡的征程。此次历史性的飞行跨越35公里（22英里），历时37分钟。有趣的是，当布莱里奥在英吉利海峡对岸的多佛降落的时候，第一个迎接他的是当地一名警察。

## 其他经历
在此之后布莱里奥成为一位成功的商人，他因他的斯帕德公司（Société Pour l'Aviation et ses Dérivés，SPAD）为第一次世界大战中協約國制造了上千架飞机而收益颇丰。
布莱里奥亦以开创人类航空竞速运动而闻名。